# جويل ليتل
جويل ليتل (بالإنجليزية: Joel Little)‏ هو موسيقي نيوزيلندي, منتج وفاز بجائزة غرامي و كاتب أغاني, معروف لدي الأغلبية لعمله مع مغنين منهم : لورد، سام سميث، إيلي غولدنغ,برودس,إيلي فانتس,دانيال جونس, جاريد جيمس.

## روابط خارجية
- جويل ليتل على موقع IMDb (الإنجليزية)
- جويل ليتل على موقع ميوزك برينز (الإنجليزية)
- جويل ليتل على موقع أول ميوزيك (الإنجليزية)
- جويل ليتل على موقع ديسكوغز (الإنجليزية)